# CF 엑스트레마두라
CF 엑스트레마두라(스페인어: Club de Fútbol Extremadura)는 스페인 엑스트레마두라주를 연고로 하는 축구단이다. 1924년에 창단되어 라리가에서 2시즌을 보냈으며, 11,580석 규모의 에스타디오 프란시스코 데 라 에라에서 홈 경기를 치렀다. 이후 수년간의 재정 문제로 2010년에 문을 해체되었다.

## 역대 감독
| 감독            | 임기        |
| --------------- | ----------- |
| 라파엘 베니테스 | 1997 ~ 1999 |